# فيليبا من خيلدرز
فيليبا من خيلدرز (بالفرنسية: Philippe de Gueldre)‏ (9 نوفمبر 1467 - 28 فبراير 1547)؛ كانت دوقة لورين القرينة بزواجها من رينيه الثاني؛ وأيضا أصبحت الوصية على أبنها الصغير.
هي أبنة أدولف دي إغموند، دوق خيلدرز وكاثرين من بوربون، وهي توأم شارل، دوق خيلدرز، جديها من أمها هما شارل الأول، دوق بوربون وأغنيس من بورغندي.

## الأبناء
أنجبت فيليبا له:-
- شارل (17 أغسطس 1486).
- فرانسوا (5 يوليو 1487)؛ توفي بعد وقت قصير من ولادته.
- أنطوان، دوق لورين (1544-1489).
- آن (19 ديسمبر 1490).
- نيكولا (9 أبريل 1493).
- إيزابيل (2 نوفمبر 1494 - قبل.1508).
- جان، كاردينال لورين (1550-1498)؛ أسقف ميتز.
- لويس، كونت فودمونت (1528-1500).
- كلود وكاثرين (24 نوفمبر 1502)؛ توأم.
- فرانسوا، كونت لامبيسك (1525-1506).